# Heart of Midlothian Football Club 2019-2020
Questa voce raccoglie le informazioni riguardanti l'Heart of Midlothian Football Club nelle competizioni ufficiali della stagione 2019-2020.

## Stagione
- In Scottish Premiership gli Hearts si classificano al 12º e ultimo posto (23 punti, in media 0,77 a partita) e retrocede in Championship.
- In Scottish Cup perdono la finale contro il Celtic (3-3 e poi 3-4 ai rigori).
- In Scottish League Cup sono eliminati in semifinale dai Rangers (3-0).

## Maglie e sponsor
| Casa | Trasferta | Terza divisa |

## Rosa
| N. |                             | Ruolo | Calciatore                  |
| -- | --------------------------- | ----- | --------------------------- |
| 1  | Rep. Ceca (bandiera)        | P     | Zdeněk Zlámal               |
| 2  | Irlanda del Nord (bandiera) | D     | Michael Smith               |
| 3  | Irlanda (bandiera)          | D     | Aidan White                 |
| 4  | Scozia (bandiera)           | D     | John Souttar                |
| 6  | Scozia (bandiera)           | C     | Christophe Berra (capitano) |
| 7  | Australia (bandiera)        | C     | Oliver Bozanic              |
| 8  | Inghilterra (bandiera)      | C     | Sean Clare                  |
| 9  | Irlanda del Nord (bandiera) | A     | Conor Washington            |
| 10 | Scozia (bandiera)           | C     | Jamie Walker                |
| 11 | Irlanda (bandiera)          | D     | Jake Mulraney               |
| 12 | Irlanda (bandiera)          | C     | Glenn Whelan                |
| 13 | Irlanda (bandiera)          | P     | Colin Doyle                 |
| 14 | Scozia (bandiera)           | A     | Steven Naismith             |
| 15 | Scozia (bandiera)           | A     | Craig Wighton               |
| 17 | Australia (bandiera)        | D     | Benjamin Garuccio           |
| 18 | Scozia (bandiera)           | A     | Steven MacLean              |

| N. |                             | Ruolo | Calciatore       |
| -- | --------------------------- | ----- | ---------------- |
| 19 | Inghilterra (bandiera)      | A     | Uche Ikpeazu     |
| 21 | Scozia (bandiera)           | A     | Anthony McDonald |
| 22 | Francia (bandiera)          | C     | Loïc Damour      |
| 23 | Portogallo (bandiera)       | P     | Joel Pereira     |
| 25 | Scozia (bandiera)           | D     | Jamie Brandon    |
| 26 | Scozia (bandiera)           | D     | Craig Halkett    |
| 27 | Scozia (bandiera)           | C     | Lewis Moore      |
| 28 | Rep. del Congo (bandiera)   | D     | Clévid Dikamona  |
| 29 | Irlanda del Nord (bandiera) | A     | Liam Boyce       |
| 35 | Irlanda (bandiera)          | A     | Aidan Keena      |
| 38 | Scozia (bandiera)           | C     | Callumn Morrison |
| 40 | Scozia (bandiera)           | C     | Andy Irving      |
| 41 | Scozia (bandiera)           | A     | Euan Henderson   |
| 51 | Scozia (bandiera)           | D     | Aaron Hickey     |
| 77 | Giappone (bandiera)         | C     | Ryotaro Meshino  |